# سیر در عرش (فیلم ۱۹۳۷)
سیر در عرش (به انگلیسی: Seventh Heaven) فیلمی در ژانر درام و رمانتیک به کارگردانی هنری کینگ است که در سال ۱۹۳۷ منتشر شد.
از بازیگران آن می‌توان به سیمون سیمون، جیمز استوارت، گرگوری راتوف، توماس بک و گیل سوندرگارد اشاره کرد.
این فیلم در واقع بازسازی یک فیلم صامت به همین نام به کارگردانی فرانک بورزیگی (محصول سال ۱۹۲۷) است.